# Rajongemeinde Kelmė
Die Rajongemeinde Kelmė (litauisch Kelmės rajono savivaldybė) ist eine Rajongemeinde in Litauen, gelegen am Flüsschen Kražantė. Sie liegt an der Fernverkehrsstraße Sovetsk-Šiauliai-Riga.

## Orte
Die Rajongemeinde umfasst:
– Einwohnerzahlen von 2010 –
- 3 Städte:
  - Kelmė – 9967 (Schwund s. u.)
  - Tytuvėnai – 2611 (Schwund s. u.)
  - Užventis – 811

- 6 Kleinstädte (miesteliai):
– Einwohnerzahlen von 2001 –
  - Karklėnai – 401
  - Kražiai – 784
  - Lioliai – 544
  - Pašilė – 244
  - Šaukėnai – 721
  - Žalpiai – 125

- 817 Dörfer, darunter:
  - Vaiguva – 534
  - Kukečiai – 529
  - Pagryžuvys – 461
  - Verpena – 452

## Amtsbezirke
– Einwohnerzahlen von 2001 –
- Kelmė Stadt – 10.597

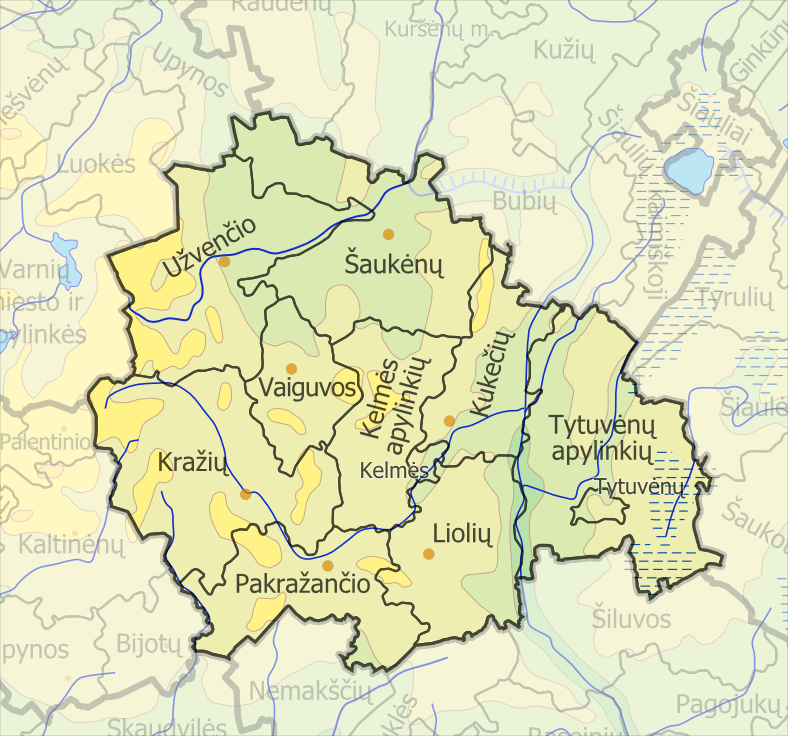
Amtsbezirke der Rajongemeinde Kelmė

- Kelmė Umland – 3045 (Sitz in Naudvaris)
- Kražiai – 3626
- Kukečiai – 2026
- Lioliai – 3006
- Pakražantis – 2728 (Sitz in Griniai)
- Šaukėnai – 3153
- Tytuvėnai Stadt – 2775
- Tytuvėnai Umland – 3986
- Užventis – 3375
- Vaiguva – 1250

## Bürgermeister
- 1995–1997: Stasys Lekšas
- 1997–2000: Jurgis Staševičius (* 1958)
- 2000: Zenonas Mačernius  (* 1947)
- 2000–2012: Kostas Arvasevičius (1949–2017)
- 2012–2021: Vaclovas Andriulis
- Seit 2021: Ildefonsas Petkevičius (* 1958)